# Pirati si nasce
Pirati si nasce (Famille Pirate) è una serie televisiva a disegni animati di coproduzione franco-tedesco-canadese, prodotto da Ellipse Animation, Motion International, TFC Trickompany Filmproduktion GMBH, in coproduzione con France 3 e WDR. Questo cartone viene trasmesso per la prima volta in Francia su France 3 dal 14 settembre 1999 e in Germania su KiKA dal 4 dicembre 2000. e in Italia su Boing a partire dal giugno 2005. Prima del debutto del cartone, la sigla cantata da Cristina D'Avena è stata realizzata nel 2001, all'interno della compilation Cristina D'Avena e i tuoi amici in TV 14.

## Personaggi
- Victor il Rosso
- Lucille la Rossa
- Sarah la Rossa
- Big il Rosso

## Doppiaggio
| Personaggio      | Doppiatore italiano |
| ---------------- | ------------------- |
| Victor il Rosso  | Pietro Ubaldi       |
| Lucille la Rossa | Marcella Silvestri  |
| Big il Rosso     | Patrizia Scianca    |
| Sarah la Rossa   | Emanuela Pacotto    |
| Pat              | Mario Scarabelli    |
| Ciuffo Biondo    | Marco Balzarotti    |
| Mr Sardina       | Gianluca Mancini    |
| Mr Tigrotto      | Tony Fuochi         |
| Pelelope         | Elda Olivieri       |

## Episodi
1. Le Baiser de Scampi
2. Le Permis
3. La Dette d'Irvin
4. De profundis
5. Le Trésor des MacBernik
6. Les Vaches maigres
7. La Tache noire
8. Le Crime paie
9. Hercule et Scampi
10. Le Cas MacBernik
11. Salade d'avocats
12. Le Juge MacBernick
13. Vacances pirates
14. Le Cœur tatoué
15. Le Rapt de Pénélope
16. La Déprime de Bigorneau
17. La Grosse sirène
18. Le Petit bout de la lorgnette
19. Pirate au foyer
20. Cauchemar et Perroquet
21. Le Coup du lapin
22. Une Bouteille à la mer
23. Le Jules de Mamie
24. La Quarantaine
25. La Mutinerie
26. Le Départ
27. La Princesse pirate
28. Miracle à la Tortue
29. Le Noël des pirates
30. Bébé à bord
31. Coup de jeune
32. L'Héritage de la Sardine
33. Le Flaireur d'or
34. Le Vol de l'Os à moelle
35. La Vie d'artiste
36. L'Attaque du facteur postal
37. Le Magot
38. Chère moitié
39. Compression
40. L'Alchimiste